# Lista siturilor arheologice din județul Arad - Ș
Lista siturilor arheologice din județul Arad - Ș conține toate siturile arheologice din județul Arad înscrise în Repertoriul Arheologic Național (RAN) și aflate în localități al căror nume începe cu litera Ș. RAN este administrat de Ministerul Culturii și Patrimoniului Național și cuprinde date științifice, cartografice, topografice, imagini și planuri, precum și orice alte informații privitoare la zonele cu potențial arheologic, studiate sau nu, încă existente sau dispărute.
Puteți căuta un sit din localitățile care încep cu litera Ș folosind formularul de mai jos sau puteți naviga prin toate siturile din județ la Lista siturilor arheologice din județul Arad.
| Cod RAN                                  | Denumire | Localitate                                | Adresă                                          | Datare                                 | Descoperit | Coordonate                                      | Imagine                                                          | Erori            |
| ---------------------------------------- | --- | ----------------------------------------- | ----------------------------------------------- | -------------------------------------- | ---------- | ----------------------------------------------- | ---------------------------------------------------------------- | ---------------- |
| 12215.01.01 (Cod LMI: AR-I-m-B-00457.02) | Situl arheologic de la Șeitin - "La Imaș" / ansamblu Morminte sarmatice (Categorie: descoperire funerară) (Tip: Grup de morminte) | sat Șeitin, comuna Șeitin                 | La Imaș                                         | sarmatică sec. III-IV                  |            |                                                 | Încărcați imagine                                                | Raportați eroare |
| 12215.01.02 (Cod LMI: AR-I-m-B-00457.01) | Situl arheologic de la Șeitin - "La Imaș" / ansamblu anonim (Categorie: descoperire funerară) (Tip: Așezare)                      | sat Șeitin, comuna Șeitin                 | La Imaș                                         | sec. III - V                           |            |                                                 | Încărcați imagine                                                | Raportați eroare |
| 10934.01.01 (Cod LMI: AR-I-m-B-00458.03) | Situl arheologic de la Șiclău - "La Gropoaie" / ansamblu anonim (Categorie: locuire civilă) (Tip: Așezare)                        | sat Șiclău, comuna Grăniceri              | La Gropoaie                                     |                                        |            |                                                 | Încărcați imagine                                                | Raportați eroare |
| 10934.01.02 (Cod LMI: AR-I-m-B-00458.02) | Situl arheologic de la Șiclău - "La Gropoaie" / ansamblu anonim (Categorie: locuire civilă) (Tip: Așezare)                        | sat Șiclău, comuna Grăniceri              | La Gropoaie                                     |                                        |            |                                                 | Încărcați imagine                                                | Raportați eroare |
| 10934.01.03 (Cod LMI: AR-I-m-B-00458.01) | Situl arheologic de la Șiclău - "La Gropoaie" / ansamblu anonim (Categorie: locuire civilă) (Tip: Necropolă)                      | sat Șiclău, comuna Grăniceri              | La Gropoaie                                     | prima jum. a sec. X                    |            |                                                 | Încărcați imagine                                                | Raportați eroare |
| 12359.01.01 (Cod LMI: AR-I-m-B-00459.02) | Situl arheologic de la Șimand - "Grozdoaia" / ansamblu Așezare sarmatică (Categorie: locuire civilă) (Tip: Așezare)               | sat Șimand, comuna Șimand                 | Grozdoaia                                       | sec. II - III                          |            |                                                 | Încărcați imagine                                                | Raportați eroare |
| 12359.01.02 (Cod LMI: AR-I-m-B-00459.03) | Situl arheologic de la Șimand - "Grozdoaia" / ansamblu Necropolă sarmatică (Categorie: locuire civilă) (Tip: Necropolă)           | sat Șimand, comuna Șimand                 | Grozdoaia                                       | sarmatică sec. II - III                |            |                                                 | Încărcați imagine                                                | Raportați eroare |
| 12359.01.03 (Cod LMI: AR-I-m-B-00459.01) | Situl arheologic de la Șimand - "Grozdoaia" / ansamblu anonim (Categorie: locuire civilă) (Tip: Necropolă)                        | sat Șimand, comuna Șimand                 | Grozdoaia                                       | sec. V - VI                            |            |                                                 | Încărcați imagine                                                | Raportați eroare |
| 12377.01.01 (Cod LMI: AR-I-s-B-00460)    | Basilica medievală de la Șiria / ansamblu anonim (Categorie: structură de cult/religioasă) (Tip: Basilica)                        | sat Șiria, comuna Șiria                   |                                                 | sec. XIII - XV                         |            |                                                 | Încărcați imagine                                                | Raportați eroare |
| 12297.01                                 | Obiecte eneolitice de la Șilindia (Categorie: descoperire izolată) (Tip: obiect izolat)                                           | sat Șilindia, comuna Șilindia             |                                                 |                                        |            |                                                 | Încărcați imagine                                                | Raportați eroare |
| 12359.02                                 | Obiecte eneolitice de la Șimand (Categorie: descoperire izolată) (Tip: obiect izolat)                                             | sat Șimand, comuna Șimand                 |                                                 |                                        |            |                                                 | Încărcați imagine                                                | Raportați eroare |
| 12377.02.01                              | Așezarea eneolitică de la Șiria- Punctele 11 și 16 / ansamblu anonim (Categorie: locuire civilă) (Tip: Așezare)                   | sat Șiria, comuna Șiria                   | Punctele 11 și 16                               | Tiszapolgár                            |            |                                                 | Încărcați imagine                                                | Raportați eroare |
| 12377.03.01                              | Așezarea din epoca bronzului de la Șiria- Hotar / ansamblu anonim (Categorie: locuire civilă) (Tip: Așezare)                      | sat Șiria, comuna Șiria                   | Hotar                                           | Bodrogkeresztur                        |            |                                                 | Încărcați imagine                                                | Raportați eroare |
| 9609.01.01                               | Mine de cupru neolitice la Șoimoș-Cosliac, Steamp / ansamblu anonim (Categorie: exploatare/carieră) (Tip: Mină)                   | localitate componentă Șoimoș, oraș Lipova | Cosliac, Steamp                                 |                                        |            |                                                 | Încărcați imagine                                                | Raportați eroare |
| 9609.02.01                               | Posibile urme preistorice la Șoimoș / ansamblu anonim (Categorie: neprecizată) (Tip: neprecizat)                                  | localitate componentă Șoimoș, oraș Lipova | Cetățuie                                        |                                        |            |                                                 | Încărcați imagine                                                | Raportați eroare |
| 12377.04.01 (Cod LMI: AR-II-a-A-00650)   | Ruinele cetății medievale Șiria / ansamblu Ruinele cetății medievale Șiria (Categorie: locuire civilă) (Tip: Cetate)              | sat Șiria, comuna Șiria                   |                                                 | sec. XIII - XVIII                      |            |                                                 | Clic pentru mai multe imagini cu 12377.04.01 · Încărcați imagine | Raportați eroare |
| 9609.03.01 (Cod LMI: AR-II-a-A-00618)    | Ruinele cetății medievale Șoimoș- Cioaca Tăutului / ansamblu Ruinele cetății Șoimoș (Categorie: locuire civilă) (Tip: Cetate)     | localitate componentă Șoimoș, oraș Lipova | Cioaca Tăutului                                 | sec. XIII - XV                         |            | 46°05′47″N 21°41′00″E / 46.096344°N 21.683392°E | Încărcați imagine                                                | Raportați eroare |
| 12153.04.01                              | Așezarea daco-romană de la Șagu / ansamblu anonim (Categorie: locuire) (Tip: Așezare)                                             | sat Șagu, comuna Șagu                     |                                                 | sec. III-IV                            |            |                                                 | Încărcați imagine                                                | Raportați eroare |
| 12411.01.01                              | Așezarea preistorică de la Șiștarovăț / ansamblu anonim (Categorie: locuire) (Tip: Așezare)                                       | sat Șiștarovăț, comuna Șiștarovăț         |                                                 |                                        |            |                                                 | Încărcați imagine                                                | Raportați eroare |
| 12411.02.01                              | Așezarea de epocă medievală de la Șiștarovăț / ansamblu anonim (Categorie: locuire) (Tip: Așezare)                                | sat Șiștarovăț, comuna Șiștarovăț         |                                                 |                                        |            |                                                 | Încărcați imagine                                                | Raportați eroare |
| 12153.01.01                              | Situl arheologic de la Șagu-Sit A1_1 - traseu autostradă km 19+900 - 20+620 / ansamblu anonim (Categorie: locuire) (Tip: așezare) | sat Șagu, comuna Șagu                     | Sit A1_1 - traseu autostradă km 19+900 - 20+620 | - D                                    |            |                                                 | Încărcați imagine                                                | Raportați eroare |
| 12153.01.02                              | Situl arheologic de la Șagu-Sit A1_1 - traseu autostradă km 19+900 - 20+620 / ansamblu anonim (Categorie: locuire) (Tip: așezare) | sat Șagu, comuna Șagu                     | Sit A1_1 - traseu autostradă km 19+900 - 20+620 | - A1                                   |            |                                                 | Încărcați imagine                                                | Raportați eroare |
| 12153.01.03                              | Situl arheologic de la Șagu-Sit A1_1 - traseu autostradă km 19+900 - 20+620 / ansamblu anonim (Categorie: locuire) (Tip: așezare) | sat Șagu, comuna Șagu                     | Sit A1_1 - traseu autostradă km 19+900 - 20+620 | sec. III-IV                            |            |                                                 | Încărcați imagine                                                | Raportați eroare |
| 12153.02.01                              | Autostrada Arad-Timișoara, km 24+360 - 24+590 / ansamblu anonim (Categorie: locuire) (Tip: așezare sezonieră)                     | sat Șagu, comuna Șagu                     | Autostrada Arad-Timișoara, km 24+360 - 24+590   | Gornea-Orlești sec. XXIII - XXII a.Chr |            |                                                 | Încărcați imagine                                                | Raportați eroare |
| 12153.02.02                              | Autostrada Arad-Timișoara, km 24+360 - 24+590 / ansamblu anonim (Categorie: locuire) (Tip: Locuire)                               | sat Șagu, comuna Șagu                     | Autostrada Arad-Timișoara, km 24+360 - 24+590   | sec. XI-XII                            |            |                                                 | Încărcați imagine                                                | Raportați eroare |
| 12153.02.03                              | Autostrada Arad-Timișoara, km 24+360 - 24+590 / ansamblu anonim (Categorie: locuire) (Tip: Locuire)                               | sat Șagu, comuna Șagu                     | Autostrada Arad-Timișoara, km 24+360 - 24+590   | sec. XVIII-XIX                         |            |                                                 | Încărcați imagine                                                | Raportați eroare |